# Guennadi Tcherkassov
Pour les articles homonymes, voir Tcherkassov.
Guennadi Konstantinovitch Tcherkassov (en russe : Геннадий Константинович Черкасов ; Leningrad, 23 février 1930 – Moscou, 3 octobre 2002) est un chef d'orchestre et professeur russe.

## Biographie
Guennadi Tcherkassov naît à Leningrad, avant de s'établir à Moscou lorsqu'il a neuf ans. Il entre au conservatoire pour y étudier le piano avec Samouïl Feinberg jusqu'à son diplôme de piano en 1953 ; puis la direction d'orchestre avec Alexandre Gaouk et Leo Ginzburg. En 1958–1959, il se perfectionne au Conservatoire de Paris avec L. Furesti et obtient son diplôme à Moscou en 1961. Dès l'année suivante il est adjoint au Théâtre Bolchoï, puis en 1964 est nommé chef d'orchestre du théâtre d'opérette, fonction qu'il exerce jusqu'en 1972, lorsqu'il travaille en tant que directeur du bureau éditorial de la radio-télévision soviétique. 
Il a également enseigné au Conservatoire dès 1954, jusqu'à sa mort en 2002. Depuis 1984, en tant que directeur artistique de ensemble de chambre et quatuor à cordes des étudiants du conservatoire de Moscou (département d'opéra et de symphonie). Dans ce cadre, il s'est rendu avec l'ensemble en Allemagne, Autriche, Danemark, Belgique, Pays-Bas, Suisse, Espagne et République de Corée. En 1996, il est le directeur artistique et le rédacteur en chef du Centre musical national russe pour la télévision et la radio.
Il a été décoré en tant qu'Artiste émérite d'URSS en 1972 et Artiste du peuple en 1980.

## Discographie
- Chostakovitch, Symphonie no 7 - Orchestre symphonique de la radio de Moscou, dir. Gennady Cherkasov (1978, Clarton / Calliope) (OCLC 320506079)
- Feinberg, Concerto pour piano no 3 en ut mineur - Vladimir Bunin, piano ; Grand orchestre symphonique Ostankino, dir. Gennady Cherkasov (1990, Consonance 81-0002) (OCLC 34330931) — avec la Symphonie pour trombone et orchestre de Bloch.
- Schumann, Symphonie no 4 - Orchestre symphonique de la radio de Moscou, dir. Gennady Cherkasov (Calliope)
- Tchaïkovski, Eugene Onegin - Tamara Milashkina, soprano ; Tamara Sinyavskaya, contralto ; Tatiana Tugarinova, mezzo-soprano ; Larisa Avdeeva, contralto ; Boris Meyzherovsky, ténor ; Vladimir Atlantov, ténor ; Yuri Mazurok, baryton ; Anton Dzhaparidze, basse ; Théâtre Bolchoï, dir. Gennady Cherkasov (1984, Melodiya / Alto) (OCLC 840072594)
- Tchaïkovski, Cantate Moscou - N. Derbina, A. Polyakov ; Chœur et Orchestre symphonique de la radio de Moscou (1988, Regis / Musical Concepts) (OCLC 276616749 et 893115438)